# ایرا بی برنشتین
 ایرا بی برنشتین (انگلیسی: Ira B. Bernstein؛ زاده ۸ نوامبر ۱۹۲۴) یک فیزیک‌دان اهل ایالات متحده آمریکا است.